# چیپس موز
چیپس موز از خشک کردن یا سرخ کردن عمیق حلقه‌های موز درست می‌شود. بر روی چیپس موز می‌توان شکر یا عسل ریخت تا طعمی شیرین داشته باشد یا می‌توان در روغن سرخ کرد و به آن نمک و ادویه اضافه کرد تا مزه‌ای نمکی یا فلفلی بدست آورد. چیپس موز معمولاً در هند و اندونزی (با نام کریپیک) یافت می‌شود. در بعضی از رستوران‌ها بر روی این چیپس‌ها شکلات مایع ریخته می‌شود. چیپس موز را نباید با شیفل که از لایه‌های نازکتر و لطیفتر موز درست می‌شود اشتباه گرفت.

## سرخ‌کرده
معمولاً، این چیپس را از با حلقه حلقه کردن موزهای نرسیده و سرخ کردن در روغن آفتاب‌گردان یا روغن نارگیل درست می‌کنند. بر روی چیپس موز یا شکر سفید و شکر زرد می‌ریزند یا مانند سیب‌زمینی سرخ‌کرده بر رویش نمک و ادویه می‌پاشند.
البته می‌تواند از موز رسیده هم استفاده کرد که در این صورت چیپس‌ها روغنی شده و به عنوان دسر استفاده می‌شوند.
گاهی هم از موز خام استفاده می‌گردد.

## خشک‌کرده
بعضی اوقات برای درست کردن چیپس موز از روش خشک کردن استفاده می‌شود. فقط حلقه‌های خشک شدهٔ موز است که قهوه‌ای و چغر نیستند بلکه به رنگ زرد تیره درآمده و ترد می‌شوند. در این روش موزها بسیار شیرین می‌شوند و طعم اصلی خود را حفظ می‌کنند.